# Michel Bensoussan
Michel Bensoussan (Pau, 5 januari 1954) is een voormalig Frans profvoetballer, die speelde als doelman gedurende zijn carrière. Hij kwam onder meer uit voor Paris Saint-Germain en FC Rouen.

## Interlandcarrière
Bensoussan won de gouden medaille met de Franse nationale ploeg bij de Olympische Spelen in Los Angeles, Californië, hoewel hij geen van de vijf duels in actie kwam tijdens dat toernooi. Hij was tweede keuze achter Albert Rust.